# Găeşti
Găești (rumænsk udtale: [ɡəˈ(j)eʃtʲ]) er en by i distriktet  Dâmbovița i Muntenien, Rumænien. 
Byen har 12.583 (2021) indbyggere.

## Historie
Byens navn stammer fra en adelsfamilie (boyars), ved navn  Găești  som ejede de fleste af de arealer, hvor byen nu ligger. 
Den blev første gang nævnt den 19. juli 1498 under Radu cel Mare, søn af Vlad Călugărul, der donerede jorden omkring Găești til klostret Râncăciov i Dragomirești. I 1807 blev de fleste af bygningerne i Găești ødelagt af en brand, og i 1812 blev byen så ramt af Carageas pest, der hærgede i Valakiet som en del af Den tredje pandemi af pest, der hærgede i begyndelsen af 1800-tallet.